# Paramormia
Paramormia is een muggengeslacht uit de familie van de motmuggen (Psychodidae).

## Soorten
- P. cornuta (Nielsen, 1964)
- P. fratercula (Eaton, 1893)
- P. longipennis (Krek, 1972)
- P. polyascoidea (Krek, 1970)
- P. pollinensis (Sara, 1951)
- P. ustulata (Walker, 1856)
- P. vadarica (Krek, 1982)
- P. watermaelica (Vaillant, 1972)